# Rels B
Daniel Heredia Vidal (Palma de Mallorca, 18 de octubre de 1993), más conocido por su nombre artístico Rels B, es un cantante, compositor y productor musical español de rhythm and blues, dancehall, pop latino, hip hop y reguetón. Con nueve producciones musicales publicadas es considerado como uno de los mayores exponentes de música urbana de España.

## Biografía
Daniel nació en Palma de Mallorca, España. Creció en el barrio de Son Gotleu, una zona humilde de la ciudad. Su infancia estuvo marcada por dificultades familiares, incluyendo situaciones de violencia machista en el hogar, lo que le llevó a abandonar su casa a los 15 años para vivir con su abuela y comenzar a trabajar como camarero y albañil. Posteriormente, su madre se unió a él en esta nueva etapa de sus vidas. Rels B ha expresado en varias ocasiones que su madre es una de sus mayores inspiraciones y que le da el visto bueno a sus canciones.

## Carrera musical

### Inicios
Rels B comenzó su carrera musical a una edad temprana, pero inicialmente dedicada exclusivamente a ser productor, aunque grabó un par de canciones durante ese tiempo. Después de trabajar durante varios años como productor, además de lanzar algún que otro sencillo, hizo su debut oficial con su primer EP Change o Die, en 2014.
En 2015 lanzó su segundo EP Player Hater, el cual consta de 8 canciones producidas por Itchy & Buco Sounds, mezcladas y masterizadas por Quiroga. Otras canciones como «Don't Tell My Mama», «Word Up», «Big Plan $», «Hood Girl» y «Palm Tree» lograron un éxito masivo en las redes y millones de visitas en YouTube.  Al mismo tiempo, el video musical de «Mary Jane», con el que obtuvo una gran aceptación del público, fue producido por Itchy & Buco Sounds y Nibiru Films.

### 2016-2018:Boys Don't Cry, Flakk Daniel'seInéditos
En 2016 estrenó los videos musicales de «Skinny Flakkkkkkk» y «Tienes El Don» en YouTube, con los que logró captar la atención de otros exponentes del género. Ese mismo año se lanzó su primer álbum Boys Don't Cry, que consta de un total de 12 pistas, nuevamente producido por Itchy & Buco Sounds y masterizado por Quiroga. Este álbum fue un impulso a la fama y reconocimiento que necesitaba el artista. El proyecto completo acumula 8,7 millones de reproducciones en YouTube. La visualización de su repertorio musical también dio de que hablar. Los críticos también describieron el álbum como machista tanto por su título como por sus letras.

«Ha habido gente que me ha llamado machista por el título de mi disco, que se llama Boys don't cry. “¿Por qué los niños no lloran? ¿Y las niñas qué?” Yo soy un niño, a mí, mi madre me decía “no llores niño”. No voy a poner “las niñas no lloran”. No me gusta que se llegue hasta esos puntos. Estoy en contra del machismo y del feminismo, ninguno me parece bien. Tiene que haber una igualdad en todo, somos lo mismo. Personas, igual.»
Rels B  para elDiario.es 

En 2017 lanza un EP junto a Indigo Jams, que incluyó temas como «Nueva generación», «A solas», «Lord Forgive Me» y «I Know». Luego lanzó la canción «Libres» y el videoclip de «Rock & Roll», que acumuló más de dos millones de visualizaciones en menos de un mes.
A mediados del 2018 lanzó su primer long-play, titulado Flakk Daniel's, que contó con 10 sencillos y colaboraciones con artistas como Dellafuente, D.L. Blando, entre otros.

### 2019-2020: Consagración,HBD FlakkoyLa Isla
En 2019, el cantante lanzó el día de su cumpleaños su álbum Happy Birthday Flakko. En este colaboraron artistas como Duki, Don Patricio, entre otros.
A finales de 2020, disco titulado La Isla LP fue lanzado por Rels B, que ha sido calificado como el 'trabajo más musical de su carrera', compuesto por diez canciones que tratan sobre el confinamiento, el desamor y su tierra natal, Mallorca.

«Esta Isla me ha dado la carrera, si no hubiera nacido en Mallorca no estaría donde estoy»
Rels B  para el Diario de Mallorca 

### 2021- Artista independiente ySmile Bix:)
El 14 de abril de 2021 presentó su sencillo «Clase G» en el cual habla de su contrato con Sony Music, el cual recién había rescindido, este, también sería el primer sencillo de su EP como artista independiente, el cual se lanzaría en 2022. En mayo de ese mismo año también lanzó «Como Antes» y en septiembre «Shorty que te vaya bn».
En marzo del año 2022 lanzó su cuarto EP titulado Smile Bix :), este cuenta con 8 sencillos y colaboraciones con artistas como Khea, Polimá WestCoast, Alemán y Eladio Carrión. Este extended play dio paso a un tour internacional titulado Flakks Tour 2022, el cual empezó en Argentina y terminó en México con presentaciones en países como Paraguay, Chile, Colombia, Estados Unidos, Uruguay entre otros. En el transcurso hacia México lanzó su sencillo «No sabe igual». En junio colaboró con Blessd en el sencillo «Energía», el 4 de agosto lanzó «Como dormiste» con la participación en el videoclip de Lali Espósito, Alfredo Acosta,
el 4 de noviembre lanzó «Pa quererte» con más de 30 millones de reproducciones en Spotify y en diciembre del 2022 colaboró en «Intocable (Remix)». En agosto de 2023 colaboró con Aitana en la canción «miamor», incluida en el tercer álbum de estudio de la catalana, llamado αlpha.
2022
- Smile Bix :): Lanzado el 25 de marzo de 2022, este álbum incluyó éxitos como "100 Tracks" y "Clase G". Mostró un estilo fresco y consolidó a Rels B como una figura importante en la escena musical.[17]

2023
- AfroLOVA' 23: Publicado el 21 de julio de 2023, este álbum exploró sonidos afrobeat e incluyó colaboraciones destacadas. Fue un punto clave en la internacionalización del artista.

2024
- a new star (1 9 9 3): Lanzado el 26 de abril de 2024, es considerado uno de los proyectos más ambiciosos de Rels B, con líricas introspectivas y una variedad de estilos.

## Vida personal
El 17 de mayo de 2025, Rels B contrajo matrimonio con la influencer y empresaria colombiana Nicole Betancur en una ceremonia íntima celebrada en la finca de Son Marroig, en la Serra de Tramuntana, Mallorca. La pareja llevaba más de dos años de relación antes de dar este paso. 

## Discografía
Desde que comenzó su carrera en 2014, Rels B atesora ocho (8) álbumes de estudio y cinco (5) extended plays.

### Álbumes
- Player Hater (2015)
- Boys Don't Cry (2016)
- Inéditos (2017)
- Flakk Daniel's Lp (2018)
- Happy Birthday Flakko (2019)
- La Isla LP (2020)
- AfroLova' 23  (2023)
- a new star (1 9 9 3) (2024)
- AfroLova' 25  (2025)

### EP
- Comeback (2012)
- Change or Die (2014)
- Nueva Generación (2017)
- Smile Bix :) (2022)
- Nostalgia EP (2024)

## Giras
- 2019: Flakk Tour AA
- 2022-2023: Flakk Tour
- 2025: A New Star World Tour